# Унбибий
| 122           | Унбибий |
| Ubb—          |         |
| [Og]7d18s28p1 |         |

Размещение электронов по орбиталям

Унбибий (лат. Unbibium, Ubb) − временное, систематическое название гипотетического химического элемента в Периодической системе Д. И. Менделеева с временным обозначением Ubb и атомным номером 122.

## Происхождение названия
Слово «унбибий» образовано из корней латинских числительных и буквально обозначает «один-два-дваий» (числительное «сто двадцать второй» в латыни строится совсем иначе). В дальнейшем название будет изменено.

## История
Первая попытка синтезировать элемент 122 была предпринята в 1972 году Г. Н. Флёровым в ОИЯИ (СССР) с использованием реакции:
238
92U + 66
30Zn → 304
122Ubb* → осколки
В 1978 году в Институте тяжёлых ионов пытались получить унбибий, обстреливая мишень из природного эрбия ионами ксенона-136:
nat
68Er + 136
54Xe → 298,300,302,303,304,306
122Ubb* → осколки
Не было зарегистрировано ни одного атома при эффективном сечении 5 мбн. Современные данные, полученные, в частности, по флеровию, показывают, что чувствительность того эксперимента была слишком маленькой — по крайней мере, на 6 порядков меньше необходимой.
В 2000 году в Институте тяжёлых ионов (Германия) провели сходный эксперимент с гораздо бо́льшей чувствительностью:
238
92U + 70
30Zn → 308
122Ubb*→ осколки
Эти результаты свидетельствуют о том, что синтез столь тяжёлых элементов остаётся сложной задачей, и для его осуществления требуется дальнейшее повышение интенсивности пучка и эффективности реакций. Чувствительность должна быть увеличена до 1 фбн.
Несколько экспериментов были проведены в 2000—2004 годах в ОИЯИ с целью изучения характеристик деления составного ядра 306Ubb. Были использованы две ядерные реакции:
248
96Cm + 58
26Fe → 306
122Ubb* → осколки
242
94Pu + 64
28Ni → 306
122Ubb* → осколки
Результаты показали, что такое ядро делится преимущественно с образованием законченных оболочечных ядер, таких, как 132Sn (Z = 50, N = 82). Было также установлено, что выход по схеме синтез-деление был одинаковым для обоих снарядов (48Са и 58Fe), указывая на возможность использования в будущем снарядов 58Fe для создания сверхтяжёлых элементов.

## Предположительное обнаружение в природе
В 2008 году группа учёных из Еврейского университета в Иерусалиме под руководством Амнона Маринова объявила об обнаружении единичных атомов унбибия-292 в залежах природного тория. Количество унбибия по отношению к торию было определено в пределах от 10−11 до 10−12. Период полураспада 292Ubb, по оценкам исследователей, составляет не менее 100 млн лет. Столь большое время жизни для относительно лёгкого изотопа Маринов объясняет тем, что данное ядро существует в высокоспиновом супердеформированном или гипердеформированном состоянии.
Заявление Маринова было подвергнуто критике со стороны части научного сообщества. Маринов утверждает, что он отправил статью в журналы Nature и Nature Physics, но они вернули её, даже не представив для экспертной оценки.
Критика техники масс-спектрометрии, которая ранее использовалась группой Маринова при обнаружении долгоживущих лёгких изотопов тория, была опубликована в Physical Review C в 2008 году. Воспроизведение опытов с торием с использованием улучшенного метода ускорительной масс-спектрометрии не смогло подтвердить результаты, несмотря на в 100 раз бо́льшую чувствительность. Эти данные вызывают серьёзные сомнения в результатах Маринова по обнаружению долгоживущих изотопов тория, рентгения и унбибия.

## Прогнозируемые химические свойства
Предполагается, что унбибий будет похож на церий и торий, но, вероятно, он будет более реактивным. Предположительно, его самой распространённой степенью окисления является +4.